# Amphimallon crinitus
Amphimallon crinitus är en skalbaggsart som beskrevs av Brenske 1894. Amphimallon crinitus ingår i släktet Amphimallon och familjen Melolonthidae. Inga underarter finns listade i Catalogue of Life.